# Tugimaantee 52
De Tugimaantee 52 is een secundaire weg in Estland. De weg loopt van Viljandi naar Rõngu en is 61,1 kilometer lang. 